# Ukulele
Ukulele – instrument muzyczny z grupy instrumentów strunowych szarpanych. W najpopularniejszej formie podobny jest do niewielkiej gitary, chociaż istnieją ukulele o innych kształtach pudła rezonansowego. Zwykle ma cztery struny, rzadziej sześć lub osiem, ale maksymalnie w czterech parach strojonych unisono lub oktawami. Gra się palcami lub z użyciem kostki (piórka/plektronu). Najczęściej wykorzystywane jako instrument akompaniujący, ale używane również do gry solowej.

## Nazwa
Nazwa ukulele wywodzi się z języka hawajskiego w którym słowo ʻukulele, można rozumieć jako połączenie słów: ʻuku (pchła) i lele (skakać). Pochodzenie nazwy nie jest jednoznacznie ustalone. Według popularnej opinii, rdzenni mieszkańcy wysp nazwali tak ten instrument zafascynowani niskim, szybko ruszającym się Edwardem Purvisem – wpływową postacią na hawajskim dworze królewskim i wczesnym popularyzatorze tego instrumentu. Jego hawajskie przezwisko brzmiało właśnie ʻukulele. Możliwe jest również, że ʻukulele, w znaczeniu "skacząca pchła" odnosi się do szybkich ruchów palców muzyka na gryfie. Jeszcze innym wyjaśnieniem jest tłumaczenie słowa 'ukulele jako "dar, który przybył z daleka", odnoszące się do przybycia instrumentu na Hawaje wraz z emigrantami z Madery w 1879 roku. Taka etymologia podawana była przez ostatnią królową Hawajów Lydię Liliʻuokalani.

## Historia

### Początki: Z Madery na Hawaje

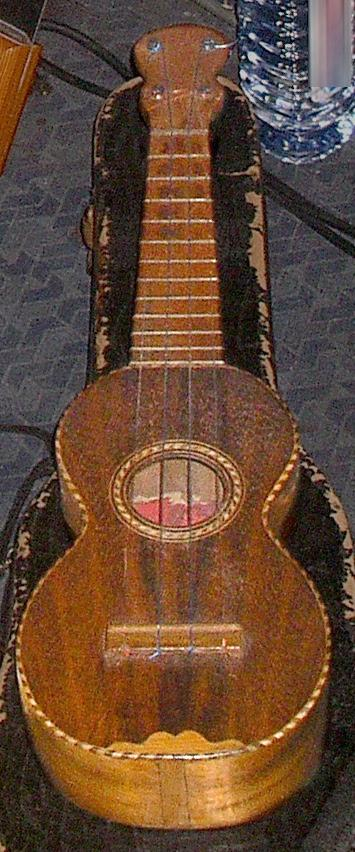
Wczesne ukulele

Instrument ten wywodzi się z grupy niewielkich instrumentów strunowych pochodzenia portugalskiego takich, jak rajão, cavaquinho, braguinha,  machete. Ostateczną formę, nazwę i popularność zyskał na Wyspach Hawajskich. Z racji związania ukulele z kulturą hawajską przyjmuje się zatem powszechnie, choć nieściśle, że jest to instrument pochodzący z Hawajów właśnie.
Instrumenty będące prekursorami ukulele trafiły do Honolulu w 1879 roku wraz z emigrantami z Madery, przybyłymi na pokładzie statku Ravenscrag do pracy na plantacjach trzciny cukrowej. Trzech z nich, będących z zawodu stolarzami, zajmowało się również lutnictwem, a po zakończeniu dziesięcioletnich kontraktów pozostało na Wyspach, powracając do wyuczonego zawodu i stając się pierwszymi wytwórcami ukulele. Byli to Manuel Nunes, José do Espírito Santo oraz Augusto Dias.

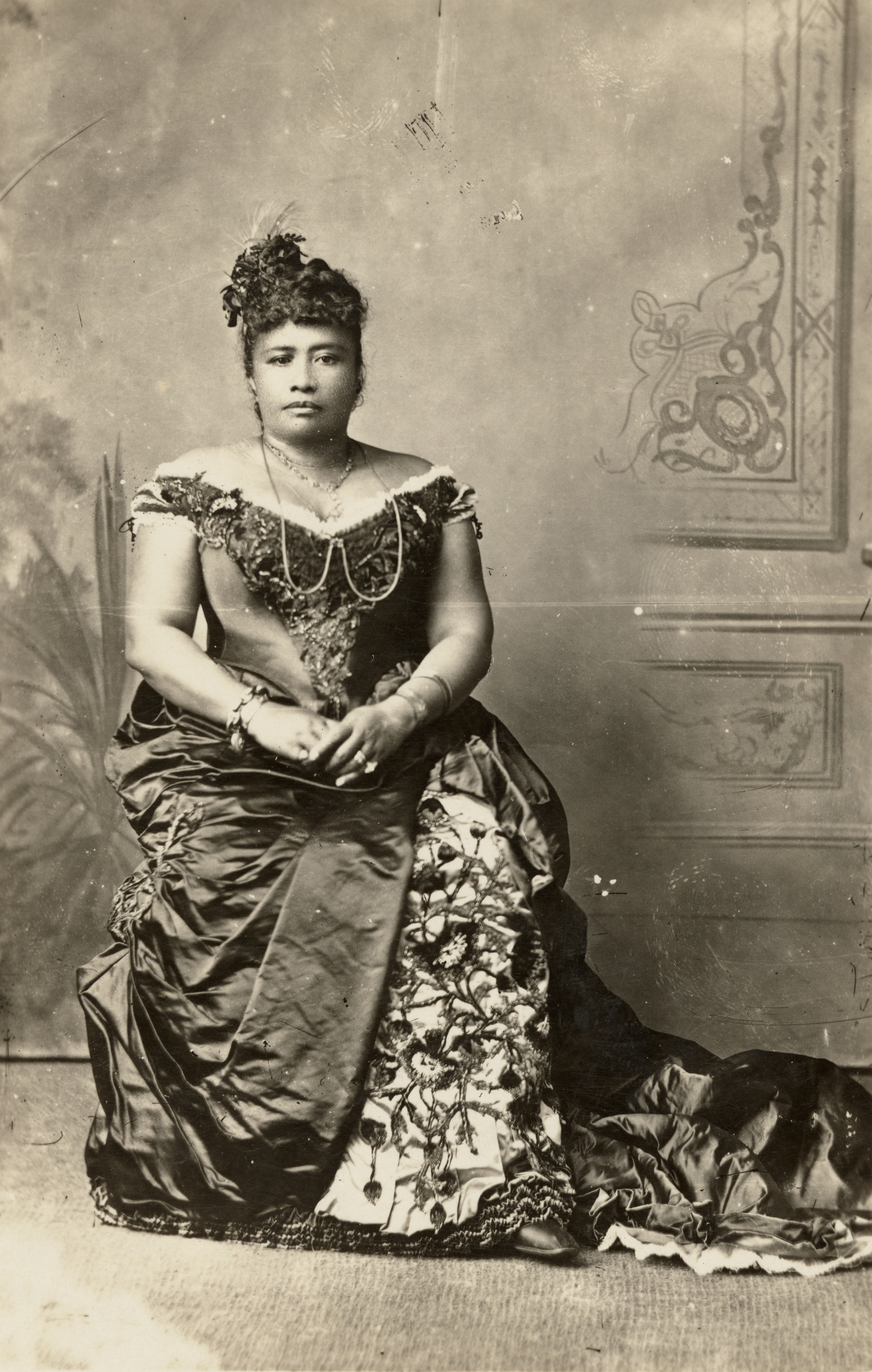
Królowa Liliʻuokalani

Ukulele szybko zyskało popularność dzięki wsparciu hawajskiego dworu królewskiego. Król Dawid Kalākaua i jego siostra Lydia Liliʻuokalani znani byli z zamiłowania do muzyki i szybko przejęli, a następnie rozpropagowali w swoim otoczeniu nowe instrumenty muzyczne, łącząc ich brzmienie i wyuczoną europejską tradycję muzyczną z wpływami rdzennej muzyki hawajskiej.

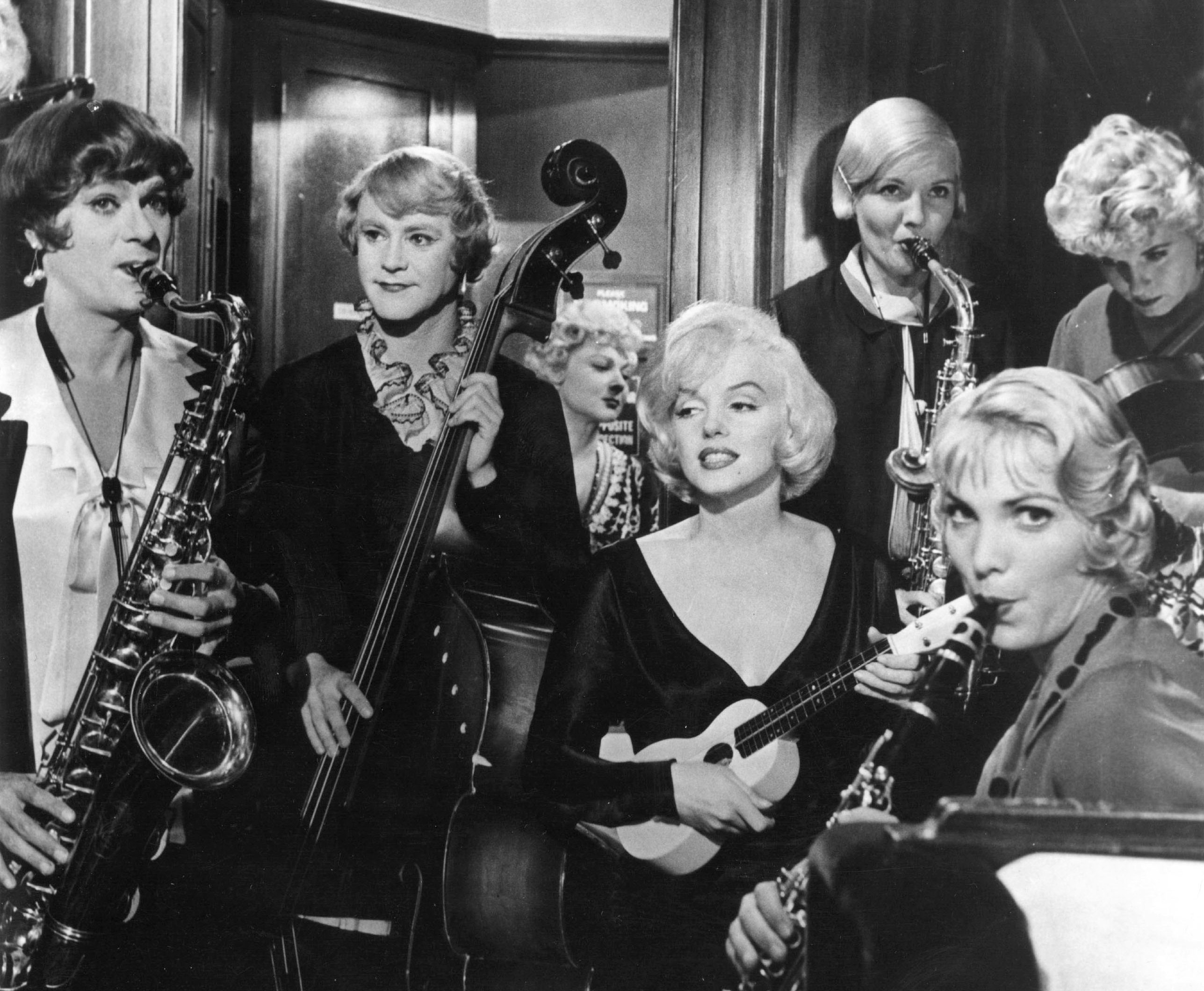
Marilyn Monroe z ukulele w komedii Pół żartem, pół serio (1959)

### Pierwsza i druga fala popularności
Popularność ukulele wykroczyła poza Hawaje na początku XX wieku. Miało to związek z rozwijającą się modą na kulturę hawajską, zapoczątkowaną przez przyłączenie wysp do Stanów Zjednoczonych i rozwój turystyki. Przełomowym momentem była wystawa Panama-Pacific International Exposition, odbywająca się w San Francisco w 1915 roku. Podczas niej wielką popularnością cieszył się pawilon hawajski, a jedną z atrakcji był zespół grający muzykę hawajską, między innymi na ukulele. Od tego momentu ukulele rozpowszechniło się w całych kontynentalnych Stanach Zjednoczonych i utrzymywało swoją popularność aż do lat trzydziestych. W tym okresie znalazło powszechne zastosowanie w muzyce popularnej tamtego okresu, w jazzie, w twórczości wodewilowej.
Drugą falę popularności ukulele datuje się na okres po II wojnie światowej, łącząc ją przede wszystkim z działalnością gwiazdy telewizji Arthura Godfreya, a także upowszechnieniem się bardzo tanich instrumentów z tworzyw sztucznych. Ostatecznie jednak ukulele odeszło praktycznie w zapomnienie do początku lat sześćdziesiątych, w związku z popularnością rock and rolla, upowszechnieniem się gitary i niekorzystnym skojarzeniem z "instrumentem poprzedniego pokolenia". Od tego czasu aż do lat dziewięćdziesiątych ukulele praktycznie przestało funkcjonować w kulturze jako pełnoprawny instrument muzyczny, kojarząc się raczej z zabawką dla dzieci, instrumentem szkolnym lub z twórczością o charakterze kabaretowym.
Medium które przyczyniło się do spopularyzowania ukulele był film. Na przestrzeni blisko stu lat, począwszy od epoki kina niemego, instrument ten można zobaczyć w wielu "klasykach" kina światowego, w rękach tak znanych gwiazd kina jak Gloria Swanson w filmie Nie zmieniaj męża (1919) i Clara Bow w Ona ma coś (1927). Dwukrotnie używał jej Buster Keaton: w Zrobiony w balona (1923) i Marynarz słodkich wód (1928). Wirtuoz ukulele Cliff Edwards wykonał na nim Deszczową piosenkę w musicalu Melodia Broadwayu z 1929. Kilka taktów na ukulele zagrała osobiście Ginger Rogers w filmie Obcym wstęp wzbroniony z 1937. Równie udany występ z tym instrumentem zaliczył Oliver Hardy ze słynnego duetu komediowego Flip i Flap w komedii Synowie pustyni z 1933. Zastosowanie techniki dubbingu umożliwiło użycie tego instrumentu  gwiazdom, które z muzyką niewiele miały wspólnego. I tak: używał go  Rock Hudson w melodramacie Pisane na wietrze z 1956, Doris Day w Nie jedzcie stokrotek z 1960, Cliff Robertson w Gidget z 1960. Ukulele było instrumentem Marilyn Monroe w komedii Pół żartem, pół serio z 1959. Występowali z nim Bill Murray w Pulpetach z 1979, Mia Farrow w Purpurowej róży z Kairu z 1985, Arnold Schwarzenegger w filmie Gliniarz w przedszkolu z 1990, Kevin Bacon w Gdzie leży prawda z 2005. Posługiwali się nim również aktorzy, którym muzyka nie byłam obca i potrafili zagrać i zaśpiewać "na żywo" – Elvis Presley w Błękitne Hawaje z 1961 roku lub Arthur Godfrey w filmie Kosmiczne przygody Jennifer z 1966 roku. Kilkakrotnie użył ukulele w filmach ze swoim udziałem Adam Sandler. Z biegiem czasu instrument nie tracił swojej popularności filmowej – instrument można też dostrzec w m.in. w prequelu Coś z 2011 roku i Uciekaj! z 2017.

## Budowa ukulele

### Elementy konstrukcyjne
Ukulele w najczęściej spotykanej formie przypomina kształtem niewielką gitarę klasyczną. Dzieli więc z nią takie samo nazewnictwo elementów konstrukcyjnych: pudło rezonansowe z otworem rezonansowym, gryf z podstrunnicą z nabitymi progami zakończony główką z kluczami, struny oparte z jednej strony na siodełku, a z drugiej umocowane do mostka. Z racji niewielkich naprężeń strun, konstrukcja ukulele jest jednak znacznie delikatniejsza, stosuje się lżejsze ożebrowania i cieńsze ścianki pudła, nie stosuje się prętów regulacyjnych wewnątrz gryfu.

### Rozmiary ukulele
Najpopularniejsze i najstarsze rozmiary ukulele to ukulele sopranowe, koncertowe i tenorowe, ale istnieją również mniej popularne warianty. Należy pamiętać, że te tradycyjne nazwy są w zasadzie mylące i nieprawidłowe. Trzy najpopularniejsze rozmiary są strojone tak samo, więc skala dostępnych na gryfie dźwięków jest w nich zbliżona lub identyczna, wbrew nazewnictwu.

#### Ukulele sopranowe
Historycznie najwcześniejszy, najpopularniejszy rozmiar ukulele. Menzura instrumentu ma najczęściej długość 13 cali (33 cm), podstrunica wyposażona jest w 12-14 progów.
Z racji niewielkiego pudła, sopranowe ukulele ma relatywnie krótki czas wybrzmiewania dźwięku, co predysponuje je bardziej do gry akordowej w szybkim tempie, niż do gry solo. Instrumentaliści o ponadprzeciętnie dużych palcach mogą mieć pewne problemy ze zmieszczeniem ich pomiędzy ciasno rozłożonymi progami. Ukulele sopranowe może być też zbyt małe dla osób wyższych, niż 175 cm. Zaletami ukulele sopranowego są najbardziej kanoniczne dla ukulele brzmienie, poręczne rozmiary i najniższa ze wszystkich rodzajów ukulele cena.

#### Ukulele koncertowe

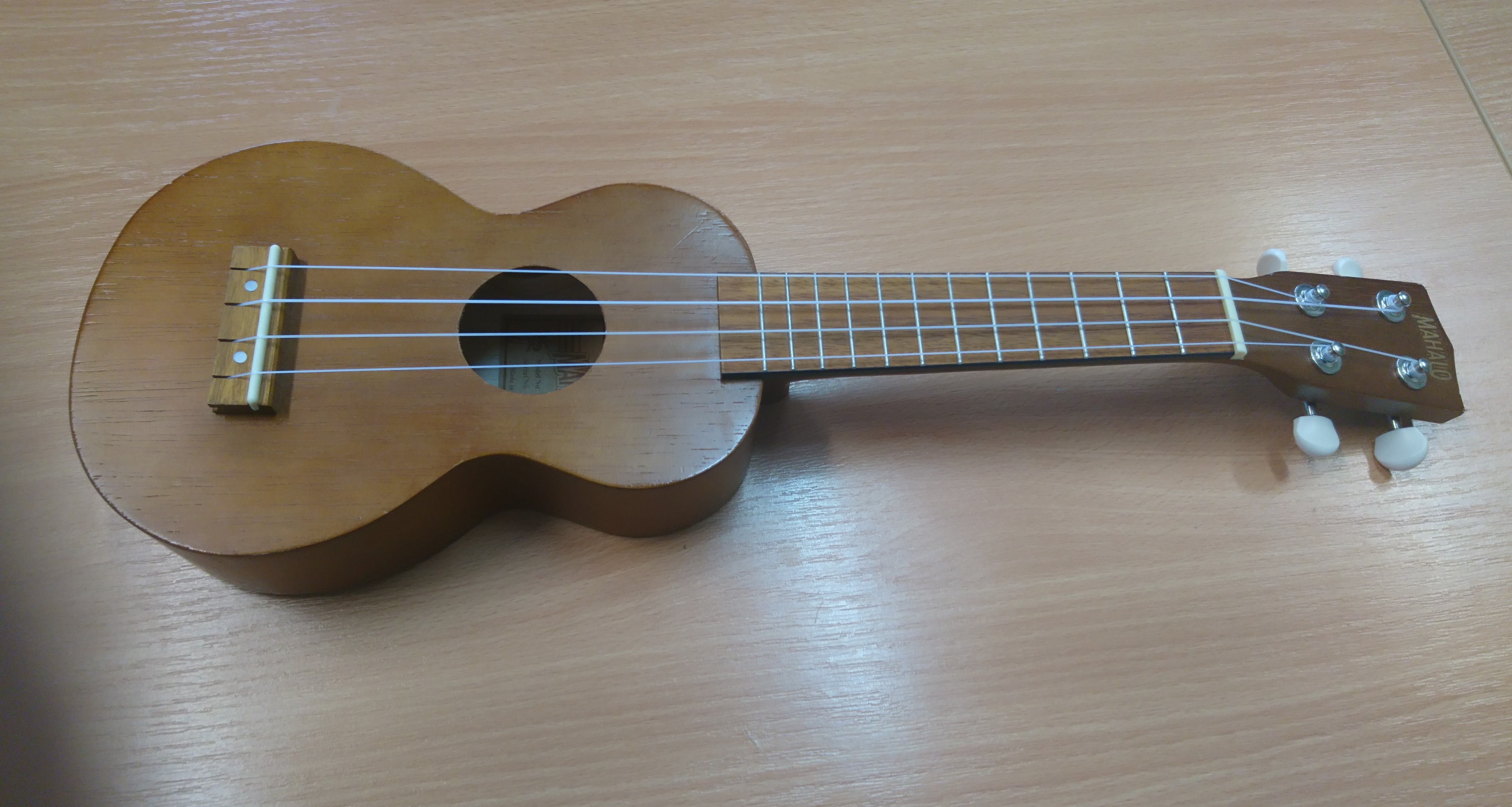
Ukulele sopranowe

Powstało w latach dwudziestych z potrzeby budowy instrumentu lepiej nadającego się do gry w zespole i na scenie bez nagłośnienia. Menzura ma długość ok. 15 cali (38 cm), ilość progów waha się najczęściej od 14 do 16. Często wybierane jako kompromis między zaletami i wadami rozmiarów sopran i tenor.

#### Ukulele tenorowe
Względnie duże ukulele tenorowe ma menzurę o długości ok. 17 cali (43 cm) i 17-19 progów. Relatywnie najgłośniejsze, o długim czasie wybrzmiewania i związanej z nim większej użyteczności wysokich pozycji na gryfie, najlepiej nadaje się do gry solowej. Wadami ukulele tenorowego są mniej poręczne rozmiary i większy koszt.

#### Ukulele barytonowe
Największe ukulele o obniżonym stroju, odpowiadającym czterem pierwszym strunom gitary klasycznej. Pierwsze źródła o istnieniu takich instrumentów pochodzą z lat czterdziestych. Z racji odmiennego stroju, podobieństwa brzmienia do gitary, lecz mniejszych możliwości z powodu braku strun basowych, relatywnie mało popularne.

#### Rozmiary hybrydowe
Dla ukulelistów pragnących połączenia zalet dłuższej skali z cechami brzmieniowymi mniejszego pudła, dostępne są hybrydowe rozmiary ukulele, popularnie zwane "longneck" – na przykład ukulele sopranowe z siedemnastocalową skalą tenor.

#### Ukulele sopranino
Mniejsze od rozmiaru sopran instrumenty określa się zbiorczo mianem "sopranino". Często są one strojone wyżej niż standardowe C6, nawet o całą oktawę.

#### Ukulele basowe

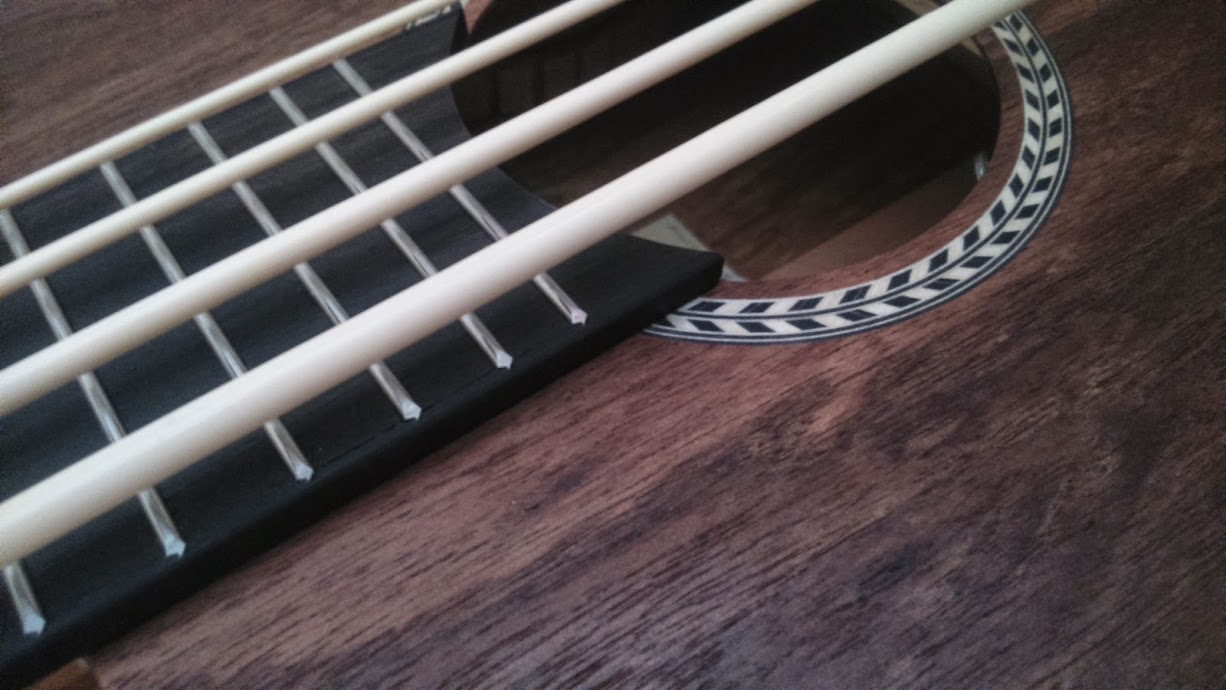
Charakterystyczne struny basowego ukulele

Niedawną innowacją (z 2009 roku) jest ukulele basowe, zbudowane na bazie pudła ukulele barytonowego i specjalnych strun z tworzywa sztucznego. Basowe ukulele mają charakterystyczne brzmienie, sytuujące się pomiędzy gitarą basową a kontrabasem. Tak naprawdę jednak jest to instrument o zupełnie innej skali, stroju, technice gry i zastosowaniu, któremu znacznie bliżej do gitary basowej, a jego nazwa i związek z ukulele mają charakter przede wszystkim marketingowy.

### Materiały

#### Koa

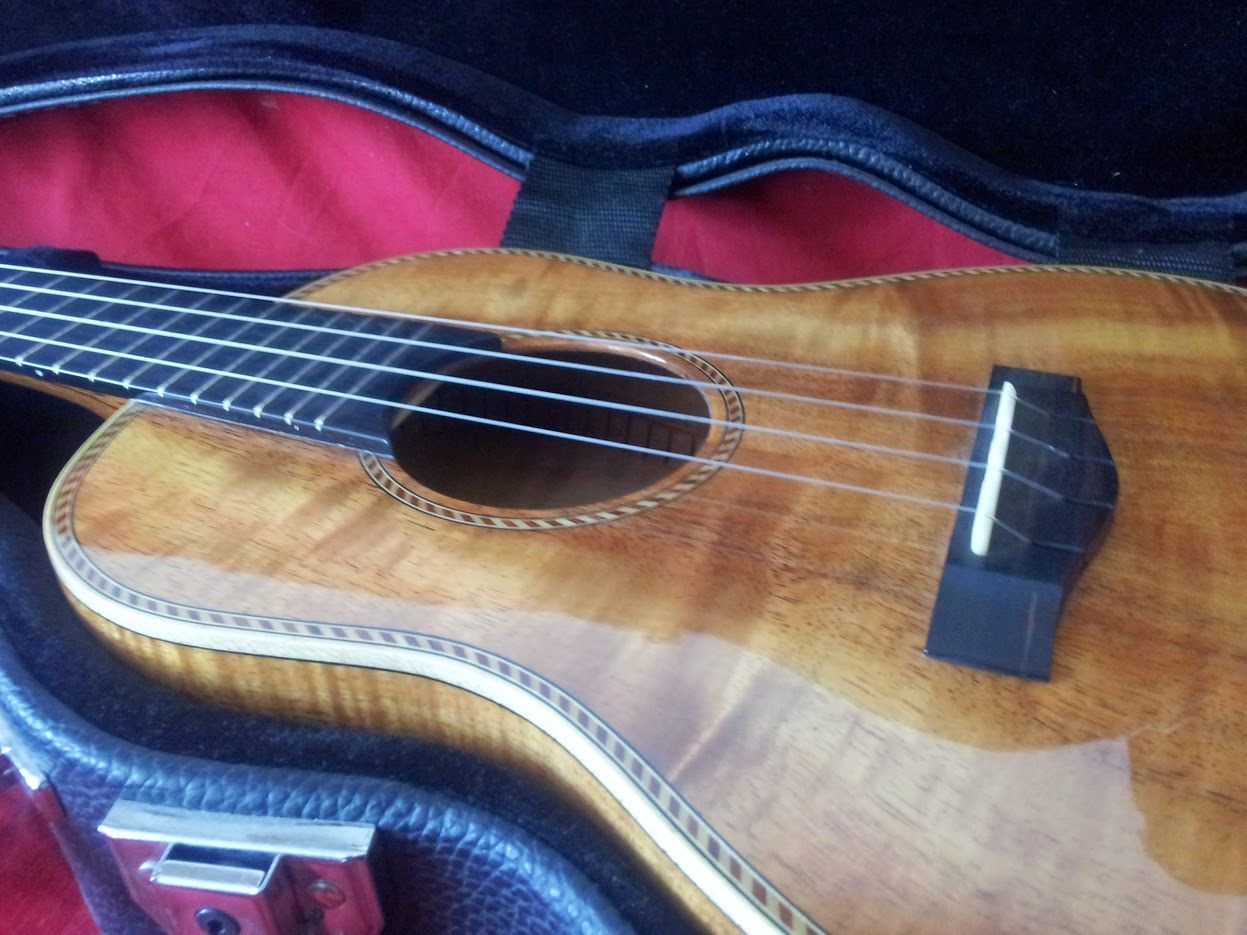
Ukulele tenorowe wykonane z drewna koa

Chociaż najwcześniejsze ukulele powstawały ze znanych ich portugalskim twórcom gatunków drewna jak sosna czy świerk, to bardzo szybko tradycyjnym materiałem do produkcji ukulele stało się drewno koa. Jest to endemiczny dla Wysp Hawajskich gatunek akacji, który już od końca XVIII wieku był dla nich ważnym produktem eksportowym.
Koa jest uważane za dobre drewno lutnicze, o charakterystycznym brzmieniu i pięknym rysunku, choć trudne w obróbce. Nie bez znaczenia jest również fakt, że przełom XIX i XX wieku na Hawajach to okres zawirowań politycznych i budzenia się świadomości narodowej, a drewno koa stanowiło jeden z symboli lokalnej tożsamości. Niemal wszystkie ukulele powstałe na Hawajach do końca pierwszej połowy XX wieku, a także znaczna część instrumentów budowanych na terenie kontynentalnych Stanów Zjednoczonych były zatem budowane z drewna koa.
Sytuacja zmieniła się dopiero w momencie, w którym koa po okresie zbyt intensywnej eksploatacji lokalnych lasów stało się zbyt kosztowne i trudno dostępne. Z tego powodu obecnie powstają z niego wyłącznie instrumenty z najwyższej półki.

#### Inne drewna lutnicze
Obecnie materiały wybierane do produkcji ukulele nie odbiegają w zasadzie od tych wykorzystywanych do budowy gitar i innych instrumentów akustycznych. Największą popularnością cieszą się więc mahoń, cedr, palisander, klon czy świerk, ale doświadczeni lutnicy wykonują ukulele z dowolnych gatunków drewna, według preferencji klientów. Jednocześnie w klasie instrumentów popularnych najczęściej w zastępstwie litego drewna stosowane są różnego rodzaju laminaty (sklejki).

#### Tworzywa sztuczne

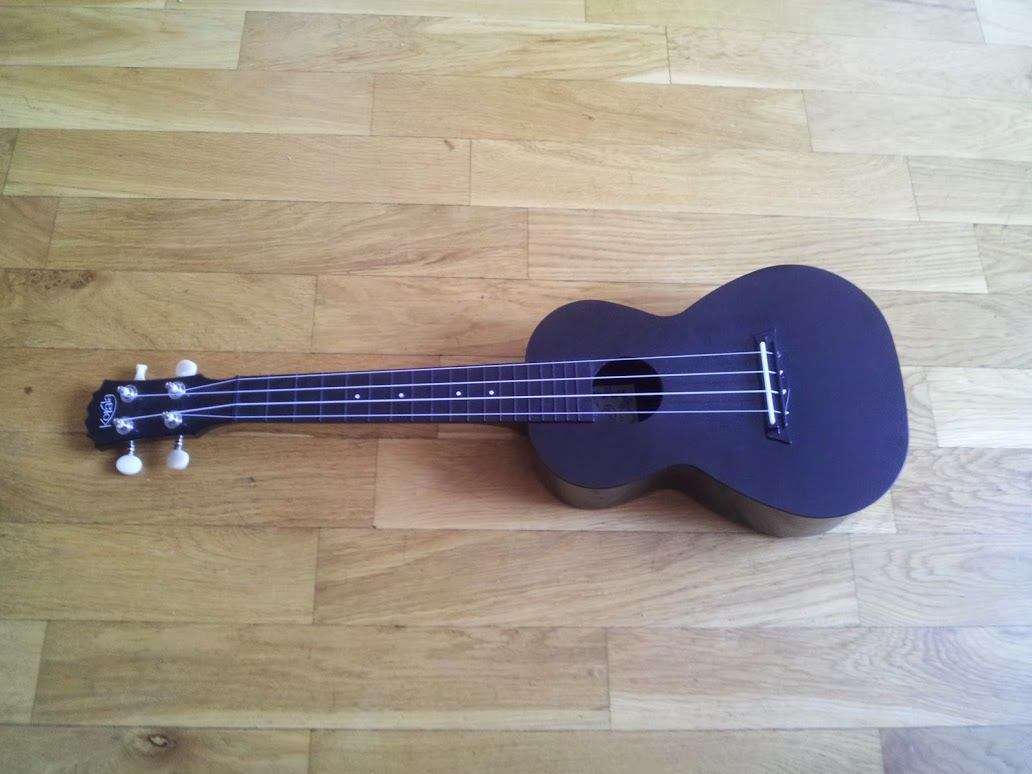
Popularne ukulele z tworzywa sztucznego

Ukulele z racji masowej popularności i stosunkowo krótkiej tradycji było dobrym kandydatem do przetestowania nowych materiałów, jakie pojawiły się po II Wojnie Światowej. Pierwszym wytwórcą plastikowych ukulele był włoski muzyk, lutnik i przedsiębiorca Mario Maccaferri. Wprowadzone przez niego na rynek w 1949 ukulele Islander, między innymi dzięki entuzjastycznemu wsparciu Arthura Godfreya, sprzedały się w ponad dziewięciu milionach egzemplarzy, zachęcając również wielu naśladowców do produkcji plastikowych ukulele.
W latach dziewięćdziesiątych do idei niedrogiego, plastikowego instrumentu dobrej jakości powrócił jeden z twórców trzeciej fali popularności ukulele Jim Beloff, projektując wspólnie ze szwagrem modele Flea i Fluke. Zyskały one uznanie w Stanach Zjednoczonych w okresie, w którym ukulele dopiero odzyskiwało dawną popularność i instrumenty dobrej jakości były trudno dostępne poza Hawajami. Od tego czasu niedrogie instrumenty wykonane w całości lub w części z tworzywa sztucznego mają swoją stałą niszę na rynku.

### Rodzaje pudła rezonansowego

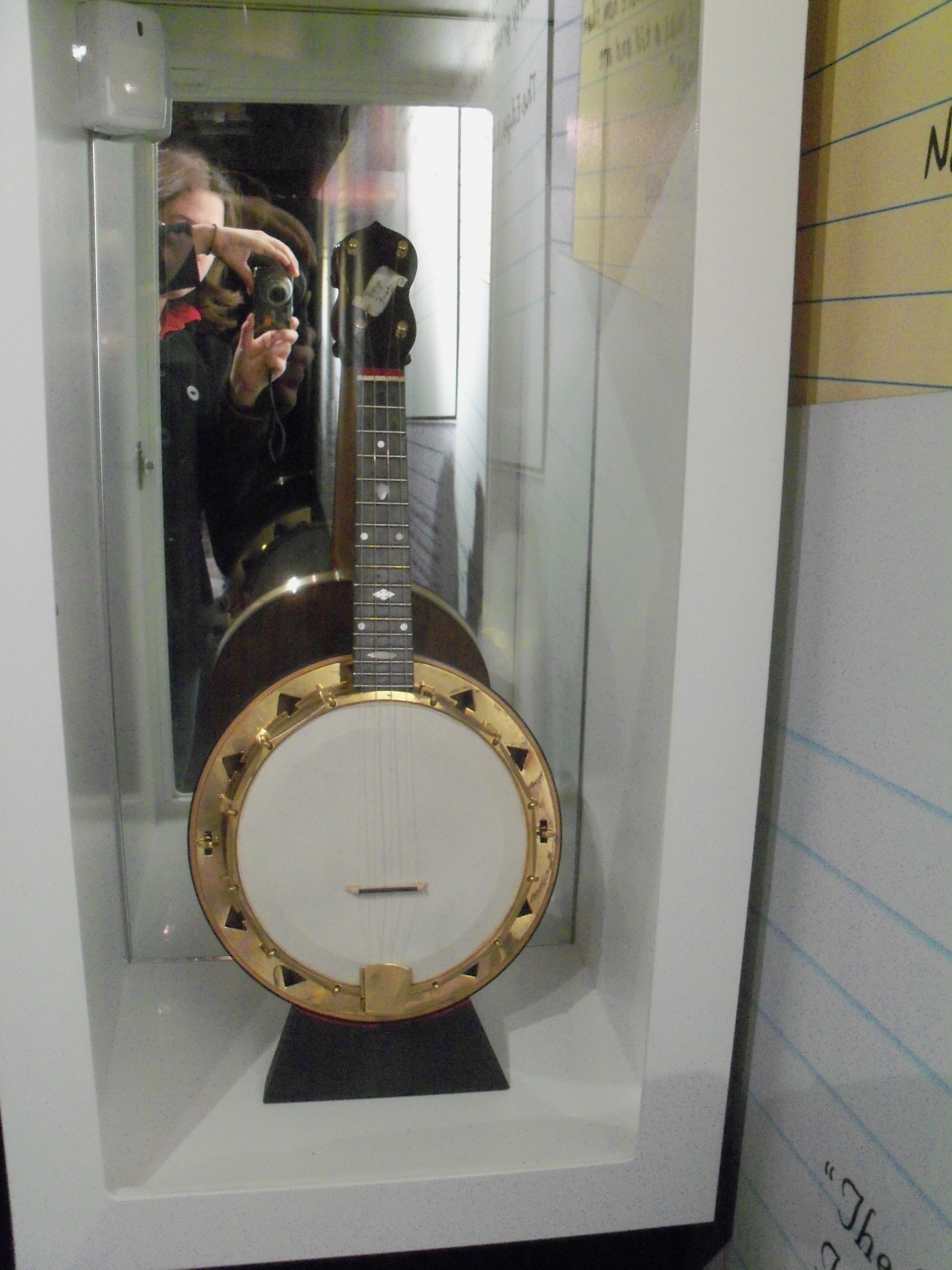
Banjolele należące do George’a Harrisona

Z racji mniejszych rozmiarów instrumentu, przypominający gitarę kształt pudła standardowego ukulele nie wynika już z wymogów ergonomii, jest wyłącznie wyrazem pewnej tradycji. Z tego też powodu powstają liczne ukulele o zupełnie innej formie.
Najpopularniejszym alternatywnym rodzajem ukulele jest "ananas" w kształcie niesymetrycznego owalu, zaprojektowany w 1916 przez Sama Kamakę i później opatentowany. Powstają również oryginalne projekty o rozmaitych innych kształtach, jak również ukulele imitujące kształtem pudła inne instrumenty, np. lutnię, bałałajkę czy gitarę elektryczną.
Oprócz standardowej budowy instrumentu akustycznego z pudłem i otworem rezonansowym, istnieją ukulele zbudowane na innej zasadzie. Są to na przykład ukulele elektryczne – z korpusem z litego drewna, często także z metalowymi strunami i przetwornikiem elektromagnetycznym, ukulele rezofoniczne z metalowym rezonatorem, czy też tzw. banjolele / banjuke wyposażone w okrągłe pudło z membraną, podobne do banjo 4-strunowego.

## Strojenie

### Strój C6
Najpopularniejszy strój ukulele sopranowego, koncertowego i tenorowego to a1–e1–c1–g1, zwany potocznie strojem C lub C6 (są to wszystkie dźwięki czterodźwięku sekstowego), wywodzącym się prawdopodobnie z połączenia zalet stroju instrumentów cavaquinho (d2–h1–g1–d1) oraz rajão (a1–e1–c1–g1–d). Interwały w tym stroju odpowiadają interwałom pomiędzy czterema najwyższymi strunami gitary, co ułatwia grę osobom grającym na obu tych instrumentach.

#### Wariant z „wysokim G”
Struna G jest standardowo strojona o oktawę wyżej, niż intuicyjnie spodziewaliby się gitarzyści (strój nieliniowy). Ma to istotny wpływ na barwę akordów i odpowiada za charakterystyczne, ‘radosne’ brzmienie granego na ukulele akompaniamentu. Wbrew jednak istniejącej opinii, taki strój posiada również zalety w grze solo. Struna G znajduje zastosowanie jako dodatkowa struna do akcentowania głównej melodii, co ułatwia ich aranżowanie, w szczególności na przykład w stylu campanella. Z kolei w stylu clawhammer traktuje się ją jako strunę burdonową.

#### Wariant z „niskim G”
Mniej powszechnie stosuje się strój liniowy z „niskim G” (małym) – a1–e1–c1–g. Jego zaletą jest szersza skala dostępnych dźwięków, co daje nieco większe możliwości w grze solo, jak i większe zróżnicowanie brzmienia przy grze w zespole. Posiada również walory dydaktyczne – bardziej intuicyjny układ dźwięków na gryfie. Z tego powodu jest to strój polecany w programach nauczania muzyki, w których ukulele jest bardziej narzędziem do nauki podstawowej wiedzy muzycznej, niż instrumentem docelowym. Rzadko stosuje się niskie G w ukulele sopranowym, częściej w większych rozmiarach.

### Strój „kanadyjski” D6
Mniej popularnym strojem jest strój D (D6), składający się z dźwięków h1–fis1–d1–a1, czyli podwyższony w stosunku do stroju C o cały ton (również występujący w wariancie liniowym, czyli w tym przypadku z „niskim A”).
Często mylnie powtarzana jest informacja, że jest to dawny, oryginalny strój ukulele. W rzeczywistości pierwsze opublikowane materiały do nauki gry na ukulele zalecały strój C. Podwyższenie stroju, skutkujące większym napięciem strun i w związku z tym większą głośnością, jest wynalazkiem artystów występujących w latach 20., którym zależało na lepszej słyszalności niewielkiego instrumentu w czasach przed wprowadzeniem nagłośnienia scenicznego. Obecnie strój A stosowany jest przede wszystkim w Kanadzie, skutkiem przyjęcia go jako standardowy podczas opracowywania tamtejszego programu nauczania muzyki w szkołach.